# Кокшан
Кокша́н (рос. Кокшан) — присілок в Граховському районі Удмуртії, Росія.

## Населення
Населення — 81 особа (2010; 112 у 2002).
Національний склад станом на 2002 рік:
- росіяни — 96 %

## Господарство
В присілку діють початкова школа, клуб та фельдшерсько-акушерський пункт.

## Історія
До 1956 року існувало 2 присілка — Верхній Кокшан (Нова Грузлевка) та Нижній Кокшан (Нова Биковка). За даними 10-ї ревізії 1859 року у Верхньому було 53 двори та проживало 637 осіб, у Нижньому — було 21 двір та проживало 301 особа. До 1921 року присілки входили до складу Новогорської волості Єлабузького повіту, після — Можгинського повіту. З 1924 року — в складі Новогорської сільської ради Граховської волості. В період з 1925 по 1954 року присілок Верхній Кокшан був центром Верхньо-Кокшанської сільської ради (в складі перебували присілки Верхній Кокшан, Нижня Сайка, Макарово, Сирян, Соловйовка, Возжайка, Ключевка, Юріно та Новотроїцьке). Після 1954 року сільрада була ліквідована, а присілки приєднані до Новогорської сільської ради. 20 січня 1956 року присілки Верхній та Нижній Кокшан були об'єднані в присілок Кокшан.

## Урбаноніми[3]
- вулиці — Биковська, Грузлевська, Нова